# 奇寬鮗
奇寬鮗，為輻鰭魚綱鱸形目鱸亞目擬雀鯛科的一種，分布於西太平洋澳洲及所羅門群島海域，深度18-40公尺，為熱帶海水魚，體長可達8.6公分，棲息在珊瑚礁區的縫隙，會擬態黑刺尻魚(Centropyge nox)，生活習性不明。

## 擴展閱讀
維基物種上的相關：奇寬鮗